# 劉閎
齐怀王刘闳（？—前110年），汉武帝第二子，生母王夫人。元狩六年（前117年）四月二十八日，汉武帝立他为齐王。
册文曰：“惟元狩六年四月乙巳，皇帝使御史大夫张汤庙立子闳为齐王，曰：‘乌呼！小子闳，受兹青社。朕承天序，惟稽古，建尔国家，封于东土，世为汉籓辅。乌呼！念哉，共朕之诏。惟命于不常，人之好德，克明显光；义之不图，俾君子怠。悉尔心，允执其中，天禄永终；厥有愆不臧，乃凶于乃国，而害于尔躬。呜呼！保国乂民，可不敬与！王其戒之！”
刘闳的母亲王夫人被汉武帝宠幸，汉武帝也很喜欢刘闳。刘闳做齐王八年，元封元年（前110年），薨逝，谥号怀，无子，国除。

## 註解
1. ↑  《汉书》卷六：夏四月乙巳，廟立皇子閎為齊王，旦為燕王，胥為廣陵王。
2. ↑  《汉书》卷六：齊王閎薨。

## 延伸阅读
[在维基数据编辑]
 《史記/卷060》，出自司馬遷《史記》